# Télescope Crossley
Pour les articles homonymes, voir Crossley.
Le télescope Crossley – ou Crossley Reflector – est un télescope de 36 pouces (910 mm) situé à l'observatoire Lick dans l'État américain de la Californie.